# Luck (Wisconsin)
Pour les articles homonymes, voir Luck.
Luck est un village du comté de Polk, dans l'État du Wisconsin, aux États-Unis. En 2020, il comptait une population de 1 093 habitants.